# Santa Maria de la Pobla de Lillet
Santa Maria de la Pobla de Lillet és un edifici del municipi de la Pobla de Lillet (Berguedà) protegida com a bé cultural d'interès local.

## Descripció
Es tracta d'una església parroquial construïda el segle xviii (fou acabada l'any 1784) dins d'una estètica barroca per Jacint Moretó i Soler segons projecte del seu germà Josep. Consta d'una sola nau amb quatre capelles laterals per banda. El campanar, de dimensions considerables, és de planta quadrada i coronat per un cos vuitavat modern. A la façana principal (migdia) destaca la porta d'entrada, emmarcada per tota una estructura monumental d'estil barroc: dues pilastres adossades emmarquen la porta i el seu immediat coronament, format per una motllura de traçat còncavo-convex que acull l'escut de la vila; dels elements que les culminen sorgeix una altra motllura que defineix l'espai ocupat per la fornícula, acollidora en altre temps d'una marededéu, ara perduda. Al cim de l'estructura del portal s'obre un òcul circular.
Antigament, l'arrebossat simulava un aparell format per maons regulars, però després es va picar l'arrebossat deixant la pedra vista i, a principis del segle xxi, es va tornar a arrebossar i pintar, però sense simular carreus. Una altra modificació són les finestres obertes a la banda de l'evangeli -abans de dues fulles i rectangulars- que ara són quadrades i formades per quatre grans blocs de pedra. L'any 1981 es recuperà de l'interior l'escassa decoració neoclàssica que restava, es pintaren les parets, s'arrebossaren els murs i es treballà en el paviment.
A l'altar major es conservava la Majestat de Lillet, talla romànica del segle xii policromada procedent de la canònica de Lillet i desapareguda durant la Guerra Civil. Segons alguns testimonis, la imatge que hi ha des dels anys quaranta sembla que no és l'autèntica.

## Història
L'església parroquial de Santa Maria de Lillet fou construïda a mitjans del segle xviii sobre les restes del castell dels Mataplana, que s'havia cremat.
La nova parroquial fou projectada per Josep Morató i Soler al primer terç del segle xviii i la portada fou realitzada pel seu germà, Jacint Morató i Soler, entre 1724 i 1737. les obres foren acabades a finals del segle xviii.